# Лазеротерапия

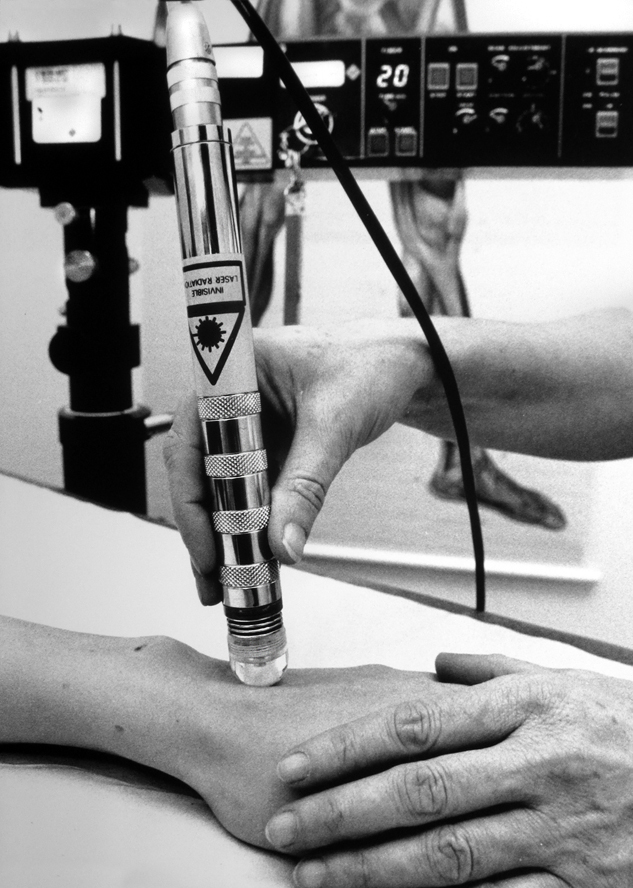
Лазеротерапия

Лазерная терапия (синонимы: лазеротерапия, ЛТ, низкоинтенсивная лазерная терапия, low-level laser therapy, LLLT) — один из видов физиотерапии, основанный на применении излучения оптического диапазона, источником которого является лазер, особенностью такого светового потока является наличие одной фиксированной длины волны (монохроматичный свет). Средние мощности физиотерапевтических лазеров чаще всего находятся в пределах 1-100 мВт, импульсные мощности от 5 до 100 Вт при длительности световых импульсов 100—130 нс (~10−7 с). Выбор значений энергетических параметров существенно зависит от режима работы лазера и методики.
Изучение влияния лазерного света малой мощности (синонимы: низкоэнергетическое или низкоинтенсивное лазерное излучение, НИЛИ, low-level laser light, LLLL, low-level laser radiation, LLLR) на различные биологические объекты началось практически сразу после появления самих лазеров, то есть в начале 60-х годов XX века. Несмотря на отсутствие консенсуса о научности методики, единичные тесты и протоколы применения низкоинтенсивной лазерной терапии предполагают умеренную эффективность при отдельных заболеваниях, однако в большинстве случаев эффективность лазерной терапии не превышает эффектов плацебо. Умеренная эффективность была продемонстрирована при облегчении острой боли при ревматоидном артрите, остеоартрите, острой и хронической цервикалгии, тендинопатии, и некоторых хронических заболеваниях суставов.
Эффекты низкоинтенсивной лазерной терапии, вероятно, ограничиваются небольшим количеством специфичных длин волн, и определенным минимальным уровнем энергии.
По данным обзоров, недостаточно данных для достоверной оценки эффективности лазерной терапии при люмбаго, стоматологии и при заживлении ран.

## История лазерной терапии
В статье  Н. Р. Финзена 1899 года было заявлено что лечебный эффект зависит от ширины выделяемого света, поэтому не удивительно, что с появлением лазеров, имеющих спектральную линию минимальной ширины, по сути, одну длину волны, и стала называться лазерной терапией. Кроме того, лазерные диоды (диодные лазеры), применяемые в настоящее время в лазерных терапевтических аппаратах, позволяют лучше контролировать параметры излучения и варьировать их в широких пределах.
Первые исследования 1960-х годов в этой области были связаны с изучением влияния лазерного света на кровь и эритроциты, например, показано, что воздействие света зеленого лазера (длина волны 532 нм, мощность 1 мВт) на эритроциты способствует связыванию гемоглобина с кислородом и истинной оксигенации, но рубиновый лазер (красный спектр, 694 нм) такого эффекта не вызывает. Структура и состав липопротеинов, мембран эритроцитов и митохондрий других клеток при этом не изменялись, что свидетельствует в пользу отсутствия разрушающих влияний и безопасности лазерного света малой мощности. То есть уже первые экспериментальные данные показали важность выбора длины волны лазерного света для достижения максимальной биоэффективности.
До начала 80-х годов прошлого века, как в исследованиях, при изучении биоэффектов, вызываемых низкоинтенсивным лазерным излучением (НИЛИ), так и в клинической практике применения лазерной терапии, широко использовали гелий-неоновый лазер(ГНЛ). Лишь отдельные экспериментально-клинические работы проводились с использованием низкоэнергетических лазеров, имеющих другую длину волны: аргонового (488 и 514 нм), рубинового (694 нм), Nd-YAG (1064 нм), углекислотного (СО2, 10600 нм) и др. 
С середины 80-х годов прошлого века клиницисты во всём мире стали проявлять интерес к инфракрасным (ИК) импульсным диодным лазерам.
На современном этапе развития лазерной терапии в оптимизации методик лазерного воздействия важнейшую роль играет расширение диапазона используемых длин волн. Применение диодных лазеров позволило кроме малых габаритов, массы и низкого напряжения питания, использовать различные длины волны в широком диапазоне, от ультрафиолетовой (365 нм) до дальней инфракрасной (3000 нм) областей спектра.

## Основные методы лазерной терапии (лазерного воздействия)
Для использования необходимо строго и последовательно задавать все параметры методики лазерной терапии: длина волны, режим работы и мощность НИЛИ, время экспозиции, тип методики, частота повторения импульсов, локализация воздействия и периодичность.
В ключе перспектив развития метода за рубежом важны рекомендации Испанской Всемирной лазерной терапевтической ассоциации (World Association of Laser Therapy, WALT) в отношении оптимальных параметров лазерного воздействия, поскольку доказано, что для эффективной лазерной терапии чаще всего нужны не максимальные, а именно оптимальные энергетические параметры НИЛИ (мощность, плотность мощности и экспозиция).

## Основные методы (способы) лазерной терапии
| Местно                                                                    | Наружный           | 365, 405, 445, 525, 635, 780, 904          | Непрерывный и импульсный | 10-100 мВт(1)5-20 Вт(2) | 80-150         | 2-5                          |
| Методика                                                                  | Способ воздействия | Длина волны, нм                            | Режим работы лазера      | Мощность                | Частота, Гц(3) | Экспозиция на одну зону, мин |
| Акупунктурно по акупунктурным точкам через специализированную насадку???? |                    | 904                                        | Импульсный               | 5-7 Вт(2)               | 80-150         |                              |
| На акупунктурные проекции (меридианы) внутренних органов[уточнить]        | Наружный           | 635, 904                                   | Импульсный               | 15-100 Вт(2,4)          | 80-3000        | 2-5                          |
| Внутриполостная через специальные световодные инструменты                 | Внутриполостной    | 635, 904                                   | Непрерывный и импульсный | 10-100 мВт(1)5-20 Вт(2) | 80-150         | 2-5                          |
| Внутривенное лазерное освечивание крови (ВЛОК)                            | Внутривенно        | 635, 405 – для ЛУФОК, 525 и 635 – для ВЛОК | Непрерывный              | 2-20                    | –              | 2-20                         |

(1) – средняя мощность для непрерывного режима
(2) – импульсная мощность для импульсного режима
(3) – для импульсного режима
(4) – эффективнее матричные лазерные излучатели
Одним из самых распространённых методов лазерной терапии остаётся внутривенное лазерное освечивание крови (ВЛОК), который заявляется рядом авторов в качестве универсального и эффективного. В настоящее время[когда?] кроме «классического» варианта ВЛОК, когда используется красный лазерный свет (635 нм), всё более широко применяется методика лазерного ультрафиолетового освечивания крови (ЛУФОК) – длина волны 365-405 нм, и ВЛОК-525 в зелёной области спектра – длина волны 525 нм.
Лазерная терапия активно применяется не только в специализированных физиотерапевтических отделениях медицинских учреждений, как вспомогательный метод лечения и реабилитации больных, но и самостоятельно, чаще всего в сочетанном или комбинированном вариантах, практически во всех направлениях современной медицины: акушерство и гинекология, гастроэнтерология, дерматология, кардиология, косметология, неврология, онкология, оториноларингология, педиатрия, пульмонология, стоматология, травматология и ортопедия, урология, фтизиатрия и др.

## Основные тематические журналы
На русском языке
- Лазерная медицина / Государственный научный центр лазерной медицины ФМБА РФ
- Вопросы курортологии, физиотерапии и ЛФК

На английском языке
- Lasers in Surgery and Medicine
- Photomedicine and Laser Surgery
- Lasers in Medical Science
- Journal of Lasers in Medical Sciences.